# Jerry Stiller

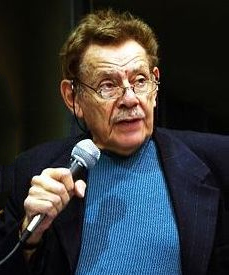
Jerry Stiller (2005)

Gerald Isaac „Jerry“ Stiller (* 8. Juni 1927 in New York City; † 11. Mai 2020 ebenda) war ein US-amerikanischer Schauspieler und Comedian. Mit seiner Ehefrau Anne Meara bildete er über Jahrzehnte das Komikerduo Stiller and Meara. Im deutschsprachigen Raum wurde er vor allem durch seine Rollen in den Sitcoms King of Queens und Seinfeld bekannt.

## Leben
Stiller wurde 1927 als ältestes von vier Kindern der Polin Bella Citron und William Stiller, einem Busfahrer, im New Yorker Stadtteil Brooklyn geboren. Seine Großeltern väterlicherseits waren österreichisch-jüdische Immigranten und seine Großeltern mütterlicherseits russische Juden. Er war von 1954 bis zu ihrem Tod 2015 mit seiner Schauspielkollegin Anne Meara verheiratet. Aus der Ehe gingen die Kinder Ben und Amy Stiller hervor, die wie ihre Eltern den Weg der Schauspielkarriere einschlugen. Im Jahr 2000 veröffentlichte er seine Autobiografie Married to Laughter: A Love Story Featuring Anne Meara. Jerry Stiller starb im Mai 2020 im Alter von 92 Jahren in Manhattan.

## Schauspielerische Karriere
Jerry Stiller stand bereits im Alter von zehn Jahren auf Theaterbühnen. Er erhielt 1950 den Bachelor of Science in Speech and Drama an der Syracuse University. Nach dem Schauspielstudium arbeitete er einige Jahre hauptsächlich als Theaterschauspieler; unter anderem tourte er mit einer Produktion von Peter Pan durch die USA und machte sich einen Namen als Darsteller der komischen Figuren aus den Werken William Shakespeares. Ab 1957 kam er zu ersten kleineren Rollen im amerikanischen Fernsehen.
Gemeinsam mit seiner Ehefrau Anne Meara bildete Stiller ab 1961 das Comedy-Duo Stiller and Meara. Sie traten zunächst in Nachtclubs auf, wurden aber schnell populär und waren in verschiedenen Fernsehshows zu Gast, darunter mehrmals in der Ed Sullivan Show. Von 1979 bis 1982 moderierten sie gemeinsam das Filmmagazin HBO Sneak Previews. 1986 erhielten Stiller und Meara ihre eigene Sitcom The Stiller and Meara Show, die aber Wochen später schon wieder abgesetzt wurde. Darin spielte Stiller einen stellvertretenden Abgeordneten von New York City und Meara dessen Frau.
Neben ihren gemeinsamen Auftritten verfolgten Stiller und Meara weiterhin ihre Solokarrieren. 1975 war Stiller mit Terrence McNallys Bühnenkomödie The Ritz, in der er einen schlecht gelaunten Gangster spielte, erstmals am Broadway zu sehen. In der Verfilmung Der Mörder lauert in der Sauna spielte er diese Rolle 1976 an der Seite von Jack Weston und Rita Moreno erneut. Daneben hatte er in den 1970ern und 1980ern viele Gastauftritte in Fernsehserien. 1988 spielte er in der Komödie Hairspray von John Waters den gutherzigen Ehemann von Divine, in dem Remake von 2007 hatte Stiller ebenfalls eine Nebenrolle. Ab dem Film Hot Persuits (1987) begann Stiller in mehreren Filmen an der Seite seines Sohnes Ben aufzutreten, unter anderem in der Rolle des Modelagenten Maury Ballstein in der Komödie Zoolander (2001).
Anfang der 1990er Jahre kam Stillers Fernsehkarriere mit einer wiederkehrenden Rolle in der Comedy-Serie Seinfeld wieder in Gang. Er spielte Frank Costanza, den streitbaren Vater von Jerry Seinfelds neurotischem Freund George. Von 1993 bis 1998 verkörperte er diese Rolle sehr erfolgreich und wurde deshalb 1997 als bester Gast-Schauspieler für einen Emmy nominiert. 1998 erhielt er den American Comedy Award als bester Gaststar.
Nach dem Ende von Seinfeld plante Stiller seinen Rückzug aus dem Showbusiness, bis Kevin James ihn überzeugte, in seiner Sitcom King of Queens mitzuwirken. Von 1998 bis 2007 spielte er dort die Rolle des Arthur Spooner, des exzentrischen Vaters von Carrie Heffernan (gespielt von Leah Remini) und Schwiegervater von Doug Heffernan (gespielt von Kevin James). Stillers Frau Anne Meara hatte eine wiederkehrende Nebenrolle in dieser Serie. Auch ihre gemeinsamen Kinder Amy und Ben Stiller waren in einzelnen Gastauftritten zu sehen. In der Folge Shrink Wrap der Serie King of Queens war Ben Stiller in einer Rückblende als Vater von Jerry Stillers Rolle zu sehen. Nach dem Ende von King of Queens übernahm der inzwischen über 80-jährige Stiller noch einige Sprechrollen sowie kleinere Film- und Fernsehauftritte, zuletzt 2016 im Kinofilm Zoolander 2 an der Seite seines Sohnes Ben.

## Filmografie (Auswahl)
- 1956/1957: Studio One (Fernsehserie, 2 Folgen)
- 1962: General Electric Theater (Fernsehserie, 1 Folge)
- 1962: Preston & Preston (The Defenders; Fernsehserie, 1 Folge)
- 1964: Brenner (Fernsehserie, 1 Folge)
- 1970: Liebhaber und andere Fremde (Lovers and Other Strangers)
- 1971: A Memory of Two Mondays (Fernsehfilm)
- 1971/1972: Eddies Vater (The Courtship of Eddie’s Father, Fernsehserie, 2 Folgen)
- 1972: The Paul Lynde Show (Fernsehserie, 4 Folgen)
- 1971/1973: Wo die Liebe hinfällt (Love, American Style, Fernsehserie, 2 Folgen)
- 1974: Stoppt die Todesfahrt der U-Bahn 123 (The Taking of Pelham One Two Three)
- 1974: Giganten am Himmel (Airport 1975)
- 1975–1976: Joe and Sons / The Super (Fernsehserie, 14 Folgen)
- 1976: Der Mörder lauert in der Sauna (The Ritz)
- 1976: Phyllis (Fernsehserie, 1 Folge)
- 1976: Rhoda (Fernsehserie, 1 Folge)
- 1977: Eine Beispiellose Affäre (Nasty Habits)
- 1977: Airport 75
- 1979: Time Express (Fernsehserie, 1 Folge)
- 1979–1983: Love Boat (The Love Boat, Fernsehserie, 3 Folgen)
- 1980: Deine Lippen, deine Augen (Those Lips, Those Eyes)
- 1981: Madame X (Fernsehfilm)
- 1981: Hart aber herzlich (Hart to Hart, Fernsehserie, Folge „Mordstheater“)
- 1982: Simon & Simon (Fernsehserie, Folge 1x09 „Steuerkeule“)
- 1980/1982: Archie Bunker’s Place (Fernsehserie, 2 Folgen)
- 1982: Imbiß mit Biß (Alice, Fernsehserie, 1 Folge)
- 1983: Amandas stilles Haus (Amanda’s, Fernsehserie, 1 Folge)
- 1983: Die dritte Liebe (The Other Woman, Fernsehfilm)
- 1984: Chefarzt Trapper John (Trapper John, M.D., Fernsehserie, 1 Folge)
- 1985: Der Equalizer (The Equalizer, Fernsehserie, 1 Folge)
- 1985: Geschichten aus der Schattenwelt (Tales from the Darkside, Fernsehserie, 1 Folge)
- 1986: The McGuffin
- 1986: The Stiller & Meara Show (Fernsehserie)
- 1986: Das Geschäft des Lebens (Seize the Day)
- 1987: Shoeshine (Kurzfilm)
- 1987: Danny, immer fünf Minuten zu spät (Hot Pursuit)
- 1987: Nadine – Eine kugelsichere Liebe (Nadine)
- 1988: Hairspray
- 1988: The Hustler of Money (Kurzfilm)
- 1988: Die Tattingers (Tattingers / Nick & Hillary, Fernsehserie, 14 Folgen)
- 1989: That’s Adequate
- 1989: Mord ist ihr Hobby (Murder, She Wrote, Fernsehserie, 1 Folge)
- 1990: Sweet 15 (Fernsehfilm)
- 1990: Little Vegas
- 1990: Monsters – Bis das Blut gefriert (Fernsehserie, 1 Folge)
- 1991: American Playhouse (Fernsehserie, 2 Folgen)
- 1991: The Hollow Boy (Kurzfilm)
- 1991: Verführerische Geschichten 2 (Women & Men 2: In Love There Are No Rules, Fernsehfilm)
- 1991: Highway zur Hölle (Highway to Hell)
- 1992: Freefall (Kurzfilm)
- 1992: Highway zur Hölle (Highway to Hell)
- 1992/1996: Law & Order (Fernsehserie, 2 Folgen)
- 1993: Stage Fright – Eine Gurke erobert Hollywood (The Pickle)
- 1993: Tracey Takes on New York (Fernsehfilm)
- 1993: L.A. Law – Staranwälte, Tricks, Prozesse (L.A. Law, Fernsehserie, 1 Folge)
- 1993–1998: Seinfeld (Fernsehserie, 26 Folgen)
- 1994: In der Hitze der Nacht (In the Heat of the Night, Fernsehserie, 1 Folge)
- 1994: The Eddie Files (Fernsehserie, 2 Folgen)
- 1995: Pfundskerle (Heavy Weights)
- 1995: Homicide (Homicide: Life on the Street, Fernsehserie, 1 Folge)
- 1996: Tödliches Spiel (Deadly Games, Fernsehserie, 1 Folge)
- 1997: Die Story von Monty Spinnerratz (A Rat’s Tale)
- 1997: Camp Stories
- 1997: Tod einer Stripperin (Stag)
- 1997: Subway Stories (SUBWAYStories: Tales from the Underground, Fernsehfilm)
- 1997: The Deli
- 1998: Ein Hauch von Himmel (Touched by an Angel, Fernsehserie, 1 Folge)
- 1998–2007: King of Queens (The King of Queens, Fernsehserie, 174 Folgen)
- 1999: The Suburbans – The Beat Goes On! (The Suburbans)
- 1999: A Fish in the Bathtub
- 1999: Secret of the Andes
- 2000: The Independent
- 2000: Chump Change
- 2000: My 5 Wives
- 2001: Zoolander
- 2001: On the Line
- 2002: Mann umständehalber abzugeben oder Scheidung ist süß (Serving Sara)
- 2004: Anchorman – Die Legende von Ron Burgundy (Anchorman: The Legend of Ron Burgundy)
- 2004: Der König der Löwen 3 – Hakuna Matata (The Lion King 1½, Stimme von Onkel Max)
- 2007: Hairspray
- 2007: Nach 7 Tagen – Ausgeflittert (The Heartbreak Kid)
- 2009: Wonder Pets! (Zeichentrickserie, 2 Folgen, Stimme)
- 2009: Mercy (Fernsehserie, 1 Folge)
- 2009: Ice Dreams (Fernsehfilm)
- 2010–2011: Der Fisch-Club (Fish Hooks, Zeichentrickserie, 21 Folgen, Stimme)
- 2011: Swinging with the Finkels
- 2011: Good Wife (Fernsehserie, Folge 2x15)
- 2012: Foodfight (Stimme)
- 2012: Excuse Me for Living
- 2014: Simpler Times (Kurzfilm)
- 2014: Planes 2 – Immer im Einsatz (Planes: Fire & Rescue, Stimme von Harvey)
- 2014: How Murray Saved Christmas (Kurzfilm, Stimme)
- 2016: Zoolander 2
- 2016: Zoolander: Super Model (Fernseh-Zeichentrickfilm, Stimme)

## Ehrungen und Auszeichnungen
- 1997: Emmy-Award-Nominierung als bester Gast-Schauspieler in der Comedy-Serie Seinfeld
- 1998: American Comedy Award als bester Gaststar in der Comedy-Serie Seinfeld
- 1999: George Ahrents Award von der Syracuse University
- 1999: Ehrenmedaille von Ellis Island
- 2001: Grammy-Nominierung für die Audioversion seiner Autobiographie in der Kategorie „Best Spoken Word Album“
- 2007: Stern auf dem Hollywood Walk of Fame + Handabdrücke am TCL Chinese Theatre
- 2008: Screen-Actors-Guild-Award-Nominierung für die hervorragende Leistung in einem Film (Hairspray)